# Fungicid
Fungicidi (lat. fungus = gljiva + -cid, od occidere = ubiti, iskoreniti) su veštački ili prirodni pesticidi – hemijska sredstva za suzbijanje rasta i uništavanje gljivica, odnosno za zaštitu biljaka i životinja, uključujući i čoveka, od uzročnika gljivičnih oboljenja i poremećaja (mikoza).
Kod biljaka se fungicidima tretiraju semenke i drugi repromaterijal, nadzemni organi i tlo (za zaštitu korena i ostalih podzemnih organa), a služe i za premazivanje ozleđenih tkiva i organa. Kod životinja se primenjuju lokalno i simptomatski.
Prema prirodi osnovnog aktivnog jedinjenja, fungicidi mogu biti:
- neorganski i
- organski, a prema načinu delovanja:
- kontaktni (sprečavaju infekciju – protektivno, preventivno ili zaštitno delovanje) i
- sistemski (suzbijaju nastalu infekciju – kurativno ili terapijsko delovanje).

Na osnovu porekla, kao i ostali pesticidi, dele se na:
- sintetske i
- prirodne fungicide.

## Pregled
Fungicidi su hemijska jedinjenja ili biološki organizmi i supstance biološkog porekla, koje se upotrebljavaju za uništavanje gljivica i njihovih spora. Ta jedinjenja sprečavaju klijanje, rast i razvoj gljiva i/ili formiranje rasplodnih tela. Gljive mogu izazvati velike štete u poljoprivredi, što izaziva velike gubitke na poljima žitarica (na primjer) i ogromne gubitke prihoda uzgajivača. Upotrebljavaju se i kao zaštita ljudi i ostalih životinja od gljivičnih oboljenja.
Fungicidi mogu biti kontaktni, translaminarni ili sistemski. Kontaktni fungicidi ne ulaze u tkivo biljaka i štite ih samo na mestima je dospeo sprej. Translaminarni fungicidi se redistribuiraju od gornje površine i pokrivaju površinu od lista na niže, tj. neprskane površine. Sistemski fungicidi se unose i redistribuira kroz ksilemske provodne sudove.
Većina fungicida se pravi u čvrstom i tečnom obliku. Vrlo uobičajeni aktivni ingredijent im je sumpor, prisutan u 0,08% i slabijoj koncentraciji, a najviše do 0,5% kod potentnijih fungicida. Fungicidi u obliku praha sadrže obično oko 90% sumpora i jako su otrovni. Osim sumpora, kao aktive komponente javljaju se i metalne komponente, kao na primer neke bakarne soli.

## Aktivne komponente fungicida
- Jedinjenja bakra: |bakar-hlorid, bakar-oksihlorid, bakar-oksid, "Bordeaux mešavina", kvinolinolatni bakar-8, bazni bakar-karbonat, bakar-naftenat, bakar-sulfat, bakar-hromat, oleado bakra. Mešavina Bordeaux, poznat kao bordoska ili mordovska mešavina ili čorba, razvijena je u 1882, a sastoji se od gašenog kreča i bakar sulfata, i bila je prvi efikasni fungicid. Tokom mnogih decenija koristiti se u zaštiti raznih biljaka, a posebno voćki.
- Jedinjenja žive: kalomel (živin hlorid), živin oksid, živin laktata, živin fenil-acetat), MEMC (metoksietilmerkuro hlorid), PMA (živin fenil-acetat).
- Jedinjenja kalaja: Fentin-acetat (trifenil kalaj-acetat), fentin (trifenil kalaj-hlorid) hlorid, kalaj-oksid, butil-pliktran (trihlor kalaj-heksilhidroksid).
- Medinjenja cinka: Cink-hlorid, cink-hromat, cink-naftenat i cink-oleat.
- Metalna jedinjenja: kalijum-permanganat, kadmijum-hlorid, gvožđe-sulfat, neo-asozin (feri arsonat monometil), rizoktol (sulfit metilarsenik), urbacid, naftalin hrom.
- Jedinjenja sumpora: sofril, kreč sumporni.
- Organofosforna jedinjenja: Pirazofos, IBP/kitazin, edifenfos, ditalinfos.
- Ditiokarbamati: zineb, maneba, mankozeb, nabam, tiram, ferbam, bunema, vapam, metiram, metilmetiram.
- Karbamati: tiofanat, metal-tiofanat.
- Halohidrougljenici: 1,1-dihlormetan, dibromometan, bromometan, hlorpikrin, ugljenik-tetrahlorid, p-dihlorobenzen, heksahlorobenzen, hloroneb, dodecil amonij-bromid, haksahlorofen, pentahlorfenol, Izobak (heksahlorofen-monokalijumove soli) itd.
- Aromatična jedinjenja azota: dinitrofenol, nitrobifenil, DNOC (4,6-dinitro-o-krezol), dinobuton, teknazen, binapakril, dinokap, nirit, brasikol (PCNB) I drugi.
- Hinoni: hloranil, dihlon, benzohinon, ditianon itd.
- Anilidi: benodanil, pirokarbolid, karboksin, oksikarboksin, salicilanilid i sl.
- Jedinjenja gvanidina: Donin (dodecilguanidin-acetat), guzatin I drugi.
- Ftalimidi: folpet, kaptan, kaptafol, hlorotanolin, dimetakion itd.
- Pirimidini: dimetirimol, etirimol, bupirimat I drugi.
- Tiodiazoli: terazol-dazomet, milneb itd.
- Triazini: anilazin, triadimefon i drugi.
- Izoksazoloni: himeksazol, drazoksolon itd.
- Imidazoli: gliodin, benkmil, tiabendazol, triflorin, karbendazim i drugi.
- Ostala heterociklična jedinjenja: tridemorf, hinometionat itd.
- Antibiotici: blasticidin, gliotoksin, grizeofulvin, pilioksin, fitobakteriomicin, kasigamicin, validamicin, ...
- Ulja: antracen, amonij-naftenat itd.
- Aldehidi, ketoni, oksidi: formaldehid, p-formaldehid, alil-alkohol, etilen-oksid, propilen-oksid itd.
- Biljnih ekstrakti: reklamirani kao fitofortifikanti ili OMDF (drugi ili alternativni način fitosanitarne odbrane).
- Ostali: rodamin, trapeks (metilsocianat), dihlofuanid, fenaminosulf i drugi.

## Spoljašnje veze
- Fungicide Resistance Action Committee
- „Fungicide Resistance Action Group”. Архивирано из оригинала 23. 12. 2007. г. Приступљено 24. 08. 2018., United Kingdom
- „General Pesticide Information”. Архивирано из оригинала 29. 12. 2007. г. Приступљено 06. 10. 2016. - National Pesticide Information Center, Oregon State University, United States